# Ahsha Rolle
Ahsha Rolle (født 21. marts 1985 i Miami Shores, Florida, USA) er en kvindelig professionel tennisspiller fra USA. 

Ahsha Rolle højeste rangering på WTA single rangliste var som nummer 82, hvilket hun opnåede 10. september 2007. I double er den bedste placering nummer 111, hvilket blev opnået 17. oktober 2011.